# Dynamic Kernel Module Support
Pour les articles homonymes, voir Dynamic.
Dynamic Kernel Module Support (System), officiellement abrégé DKMS, est un framework utilisé pour la création de modules du noyau Linux, dont les sources ne résident pas dans celles du noyau.
DKMS est développé dès 2003 par la Linux Engineering Team de Dell.

## Sources
- (en) Cet article est partiellement ou en totalité issu de l’article de Wikipédia en anglais intitulé « Dynamic Kernel Module Support » (voir la liste des auteurs).